# Jan Cornelis Elen
Jan Cornelis Elen (Meeuwen (Meeuwen-Gruitrode), 3 juli 1774 - Gorinchem, 13 juni 1838) was een Zuid-Nederlands verzetsstrijder, die vooral bekend werd tijdens de Boerenkrijg.
Elen werd geboren als zoon van een arts. In 1782 verhuisde het gezin naar Scherpenheuvel. Elen studeerde van januari 1794 tot 15 augustus 1795 wijsbegeerte aan de Leuvense universiteit. In 1798 sloot hij zich als 24-jarige aan bij de Boerenkrijg. Hij werd aanvoerder van de brigands in het Hageland. Nadat de Boerenkrijg tijdens de Slag bij Hasselt op 5 december 1798 werd onderdrukt kon Elen vluchten. Hij bleef een tijdlang nog actief verzet bieden in de Kempen. Op 31 juli 1801 werd hij door de Franse gendarmerie aangehouden, maar wist naar alle waarschijnlijkheid vrij snel te ontsnappen en bleef een tijd spoorloos. Hij kwam boven water in het Nederlandse Gorinchem, en bleef er wonen tot aan zijn dood. Op de akte van overlijden staat te lezen: "Joannes Cornelis Elen, oud vier enzestig jaren en elf maanden, Medicina Doctor en Vroedmeester, geboren te Meeuwen in België ..."

## Herdenkingsplaten
Er is een herdenkingsplaat voor de Boerenkrijg met de namen van Elen en Van Gansen op de kerk van de Abdij van Vlierbeek te Kessel-Lo.

## Bron
- MARTENS, Erik, “De Boerenkrijg in Brabant (1798-1799). De opstand van het jaar 7 in het Dijledepartement”, Uitgeverij De Krijger, 2005, pp. 44-45, 56, 83, 107, 127, 136, 150, 224
- Zoekakten.nl: Gorinchem - Overlijden 1837-1842